# CN Barcelona
Club Natació Barcelona é um clube desportivo de polo aquático, natação espanhol da cidade de Barcelona. atualmente na Divisão de Honra. É um dos clubes mais vitoriosos do polo aquático europeu.'

## História
O Club Natació Barcelona foi fundado em 1907.

## Títulos
- LEN Champions League
  - 1982
- LEN Trophy
  - 1995, 2004
- Liga Espanhola (60)
  - 1925, 1926, 1927, 1928, 1929, 1930, 1931, 1932, 1933, 1934, 1935, 1936, 1937, 1938, 1939, 1940, 1941, 1942, 1943, 1944, 1945, 1946, 1947, 1948, 1949, 1950, 1951, 1952, 1953, 1954, 1955, 1956, 1957, 1958, 1959, 1960, 1961, 1962, 1963, 1964, 1965, 1966, 1967, 1967, 1969, 1971, 1975, 1980, 1981, 1982, 1983, 1987, 1991, 1995, 1996, 1997, 2002, 2004, 2005
- Copa do Rei
  - 1991, 1995, 1996, 1999, 2002, 2003, 2011